# Reiner Michael Stoss
| (225277) Stino    | 24 de septiembre de 1960 |
| (231666) Aisymnos | 24 de septiembre de 1960 |

Reiner Michael Stoss (1975) es un astrónomo aficionado alemán, que desarrolla su labor en el Observatorio de Starkenburg, Heppenheim.

## Descubrimientos
El Minor Planet Center le acredita los descubrimientos de nueve asteroides, efectuados entre 1960 y 2002, de los que ocho son en colaboración con Lutz Dieter Schmadel. Es importante precisar que los descubrimientos formalmente datados en 1960 son el fruto de un trabajo de revisión fotográfica de los trabajos del Observatorio Palomar en la época en la que Stoss trabajó en el proyecto DANEOPS a partir de 1999.
Desde que la regulación desde finales de 2010 define la fecha del descubrimiento como aquella de la primera observación útil para la definición de los parámetros orbitales, se está generando la curiosa situación de que la fecha oficial de un descubrimiento puede ser anterior a la fecha de nacimiento del descubridor.

## Honores

### Eponimia
- Le ha sido dedicado el asteroide (7689) Reinerstoss.[6]